# Беляков, Константин Дмитриевич
Константин Дмитриевич Беляков (15 июля (28 мая) 1909 года, Санкт-Петербург — 20 мая 1986 года, Ленинград) — советский военный деятель, генерал-майор авиации (11 мая 1949 года).

## Биография
Константин Дмитриевич Беляков родился 28 мая 1909 года в Санкт-Петербурге. Русский.
С декабря 1930 года — на военной службе, общественной и политической работе. В 1930—1958 гг. — курсант, лётчик, участник войны в Испании, командир истребительных эскадрилий, участник советско-финской войны, командир 348-го истребительного авиационного полка, и. о. командира 104-й истребительной авиационной дивизии ПВО, заместитель командира 122-й истребительной авиационной дивизии, командир 104-й истребительной авиационной дивизии ПВО, командир дивизии и корпуса, начальник курсов усовершенствования штурманов, командующий истребительной авиацией Уральской армии ПВО, заместитель командующего 4-й армии ПВО.
В ноябре 1958 года уволен в запас.

## Награды
- Два ордена Ленина (21.05.1940; 30.12.1956);
- Два ордена Красного Знамени (17.07.1937, 17.05.1951);
- Два Ордена Отечественной войны 1 степени (03.08.1944, 18.08.1945);
- Орден Красной Звезды (06.05.1946);
- Медали.